# Drákulov
Drákulov je zvykové označení administrativní budovy postavené na návrší nad pravým břehem řeky Vltavy v severní části Prahy, na pomezí Libně a Kobylis. Architektem budovy z roku 1974 je Jovan Jovanović pocházející z tehdejší Jugoslávie. V roce 1979 byl ke stavbě přistavěn ještě nižší objekt situovaný v těsném sousedství jihozápadně od původní budovy.
Objekt se i s použitými stavebními prvky liší od stavební tvorby v době jeho vzniku. Budova vyvolává dojem hradní zříceniny, od které se odvinulo lidové pojmenování „Drákulov“. Výrazně působí zejména betonové pilíře nacházející se před fasádou, které vytvářejí slunolamy.
V budově sídlila společnost Chemopetrol, po ní Benzina spolu (od roku 1995) s centrálou své mateřské společnosti Unipetrol. Roku 2002 objekt za 214 milionů českých korun prodala České správě sociálního zabezpečení (ČSSZ) pro Prahu 8, která spolu s Finančním úřadem (FÚ) téže městské části stavbu užívá.
Po rekonstrukci fasády v roce 2017 změnila budova barvu ze světle béžové na šedou.